# Генцианин
Генцианин — алкалоид пиридинового ряда, производное винилпиридина. Впервые был выделен в 1944 г. советским химиком Н. Ф. Проскуриной из растения горечавки Кирилова (Gentiana kirilowii Turcz.), по латинскому названию которого и получил своё название. Впоследствии он был найден и в других растениях рода горечавок, а также в золототысячнике обыкновенном.

## Свойства
Генцианин представляет собой бесцветное кристаллическое вещество, легко растворимое в бензоле и хлороформе, мало растворимое в ацетоне и этаноле, почти нерастворимое в диэтиловом и петролейном эфирах.
Является третичным основанием. С сильными минеральными кислотами образует устойчивые кристаллические соли — нитрат, хлорид, оксалат. Также легко растворяется в щелочах, образуя соли генциановой кислоты. При каталитическом гидрировании по двойной связи присоединяет водород, переходя в дигидрогенцианин. Мягкое окисление переводит генцианин в генцианиновую кислоту, сильные окислители превращают его в β,β',γ-пиридинтрикарбоновую кислоту.